# Khánh Nam
Khánh Nam là một xã thuộc huyện Khánh Vĩnh, tỉnh Khánh Hòa, Việt Nam.
Xã Khánh Nam có diện tích 42,25 km², dân số năm 1999 là 1374 người, mật độ dân số đạt 33 người/km².